# 1990년대 스타일
1990년대는 통신, 교통 수단의 발달로 인해 세계의 패션이 같은 주기로 변화해가는 시기였다.
새로운 세기에 대한 기대감과 불안감이 혼재된 시기였고, 이는 복식 문화에서도 다양한 스타일의 혼합되는 경향으로 나타났다. 대표적인 패션 트렌드 용어로는 포스트모더니즘이  있다.